# Fuád Kadir
Fuád Kadir (arabul: فؤاد قادير) (Martigues, 1983. december 5. –) francia születésű algériai labdarúgó, aki középpályásként játszik. Jelenleg a Betis csapatában játszik kölcsöneben a Olympique de Marseille csapatától, valamint az algériai labdarúgó-válogatottnak is tagja.

## Statisztika

### Góljai a válogatottban
|   | Időpont          | Helyszín                              | Ellenfél                  | Gólok | Eredmény | Kiírás                                      |
| - | ---------------- | ------------------------------------- | ------------------------- | ----- | -------- | ------------------------------------------- |
| 1 | 2011. október 9. | Stade 5 Juillet 1962, Algír Algéria   | Közép-afrikai Köztársaság | 2 - 0 | 2 - 0    | 2012-es afrikai nemzetek kupája (selejtező) |
| 2 | 2012. június 15. | Stade Mustapha Tchaker, Blida Algéria | Gambia                    | 1 - 0 | 4 - 1    | 2013-as afrikai nemzetek kupája (selejtező) |

### Válogatott
(2015. január 6. szerint)
| Válogatott | Szezon   | Mérkőzés | Gól |
| ---------- | -------- | -------- | --- |
| Algéria    | 2009–10  | 5        | 0   |
| Algéria    | 2010–11  | 3        | 1   |
| Algéria    | 2011–12  | 9        | 1   |
| Algéria    | 2012–13  | 5        | 0   |
| Algéria    | 2013–14  | 1        | 0   |
| Algéria    | 2014–15  | 0        | 0   |
| Összesen   | Összesen | 23       | 2   |